# Twiserkan
Twiserkan, auch Tuyserkan, (persisch اسدآباد) ist eine Stadt in der Provinz Hamadan im Iran. Twiserkan liegt etwa 100 km südlich von Hamadan im Westen des Iran.

## Bevölkerungsentwicklung
| Jahr | Einwohnerzahl |
| ---- | ------------- |
| 1996 | 37.886        |
| 2006 | 43.360        |
| 2011 | 44.516        |
| 2016 | 50.455        |

## Sehenswürdigkeiten
In der Stadt befindet sich das Mausoleum von Habakuk.